# Svjetsko prvenstvo u reliju 1985.
Svjetsko prvenstvo u reliju 1985. bila je 13. sezona Fédération Internationale de l'Automobile (FIA) Svjetskog prvenstva u reliju (engl. WRC).  Sezona se ja sastojala od 12 relija po istom redoslijedu kao i prethodne sezone.
Momčad Peugeot Talbot Sport u sezonu 1985., ušla je sa svojim modelom Peugeot 205 Turbo 16, nakon što je u prethodnoj sezoni Ari Vatanen tim automobilom pobijedio na zadnja tri od četiri relija.  
Na prve dvije utrke Ari Vatanen je pobijedio i postao favorit za titulu svjetskog prvaka, i tako postavio Peugeot ispreda Walter Röhrlovog Audi Quattra.
Velika tragedija dogodila se u svibnju na Reliju Korzika. Talijanski vozač Attilio Bettega zabio je svoj automobil Lancia 037 u drvo i na mjestu preminuo. Njegov suvozač Maurizio Perissinot izašao je iz nesreće neozljeđen. 
Tragedija postavila je mnoga pitanja u vezi sigurnosti automobila Grupe B. Ironično, godinu dana kasnije Henri Toivonen preminuo je na sličan način što je prislilo FIAu da zabrani automobile Grupe B.
Na nesreću za momčad Peugota, Vatanen imao je tešku nesreću na Reliju Argentina dok je jurio niz dugu ravnu cestu punom brzinom. Automobil se je okrenuo nekoliko puta po dužini. Vanjština auto bila je totalno razbijena, dok je čvrsti kavez za vozača i suvozača (engl. rollcage) uspi zaštiti posadu. Vozači su helikopterom prebačeni u bolnicu.   
Momčad se je okrenula drugom vozaču Timo Salonenu.  
Momčad Audi Sport našla se je pod dvostrukim pritiskom, Peugeotovih snažnih 205 automobila i slabljenja potpore tvrtke Audi, Quattro reli programu. Zbog opasnosti da utrkivanje Grupa B postane već opasnost, tvrtka je počela preispitivati svoju ulogu u moto sportu, dok se ne donesu značajnije sigurnosne promijene.  
Iako su se oba vozača Stig Blomqvist i Walter Röhrl teško borila s Peugotovom momčadi, sezonu su završili na drugom i trećem mjestu. Jedina pobjeda Audija u Grupi B bila je u Italiji na Reliju Sanremo. 
Momčad Lancia Martini bila je veliko razočaranje. Zadnji pogon Lancie Sport 037 imao je malo uspjeha iako su njime upravljala velika vozačka imena Markku Alén, Massimo Biasion, i Henri Toivonen. 
Delta S4, automobil s pogonom na sva četiri kotača, predstavljen je na zadnjem reliju sezone, Wales Reli Velika Britanija, uspio je momčadi donijeti pobjedu i tako momčadi dao nadu za sljedeću sezonu.
Austin stupio je na reli scenu s novim automobilom MG Metro 6R4 koji je imao 3.0L V6 motor, i osvojio mjesto na podiju u Velikoj Britaniji. Bio je to kratkotrajni uspjeh momčadi, jer već su sljedeće sezone s puno teškoća nastupali.   
Kao i prethodne sezone svih 12 utrka bodovalo se je naslov među vozačima dok se je samo 10 utrka bodovalo za naslov među proizvođačima (Reli Švedska i Reli Obala Bjelokosti bodovali su se samo za prvaka među vozačima).

## Utke
|               |                 |                    |                           |
| Crno = Asfalt | Smeđe = Šljunak | Plavo = Snijeg/Led | Crveno = Miješena podloga |

| Utrka | Naziv utrke                                                       | Etape                          | Vozači na podiju | Vozači na podiju | Vozači na podiju        | Vozači na podiju      | Vozači na podiju |
| Utrka | Naziv utrke                                                       | Etape                          | Poredak          | Vozač            | Suvozač                 | Automobil             | Vrijeme          |
| ----- | ----------------------------------------------------------------- | ------------------------------ | ---------------- | ---------------- | ----------------------- | --------------------- | ---------------- |
| 1.    | 53eme Rallye Automobile de Monte Carlo (26. siječnja- 1. veljače) | 34 etapa 852 km Asfalt         | 1.               | Ari Vatanen      | Terry Harryman          | Peugeot 205 T16       | 10:20:49         |
| 1.    | 53eme Rallye Automobile de Monte Carlo (26. siječnja- 1. veljače) | 34 etapa 852 km Asfalt         | 2.               | Walter Röhrl     | Christian Geistdörfer   | Audi Sport Quattro    | 10:26:06         |
| 1.    | 53eme Rallye Automobile de Monte Carlo (26. siječnja- 1. veljače) | 34 etapa 852 km Asfalt         | 3.               | Timo Salonen     | Seppo Harjanne          | Peugeot 205 T16       | 10:30:54         |
|       |                                                                   |                                |                  |                  |                         |                       |                  |
| 2.    | 35th International Swedish Rally (15. – 17. veljače)              | 29 etapa 505 km Snijeg/Led     | 1.               | Ari Vatanen      | Terry Harryman          | Peugeot 205 T16       | 4:38:49          |
| 2.    | 35th International Swedish Rally (15. – 17. veljače)              | 29 etapa 505 km Snijeg/Led     | 2.               | Stig Blomqvist   | Björn Cederberg         | Audi Sport Quattro    | 4:40:38          |
| 2.    | 35th International Swedish Rally (15. – 17. veljače)              | 29 etapa 505 km Snijeg/Led     | 3.               | Timo Salonen     | Seppo Harjanne          | Peugeot 205 T16       | 4:42:15          |
|       |                                                                   |                                |                  |                  |                         |                       |                  |
| 3.    | 15o Rallye de Portugal Vinho do Porto (6. – 9. ožujka)            | 47 etapa 733 km Šljunak/Asfalt | 1.               | Timo Salonen     | Seppo Harjanne          | Peugeot 205 T16       | 8:07.25          |
| 3.    | 15o Rallye de Portugal Vinho do Porto (6. – 9. ožujka)            | 47 etapa 733 km Šljunak/Asfalt | 2.               | Miki Biasion     | Tiziano Siviero         | Lancia 037            | 8:12:12          |
| 3.    | 15o Rallye de Portugal Vinho do Porto (6. – 9. ožujka)            | 47 etapa 733 km Šljunak/Asfalt | 3.               | Walter Röhrl     | Christian Geistdörfer   | Audi Sport Quattro    | 8:13:23          |
|       |                                                                   |                                |                  |                  |                         |                       |                  |
| 4.    | 33rd Marlboro Safari Rally (4. – 8. travnja)                      | 88 controls 5167.6 km Šljunak  | 1.               | Juha Kankkunen   | Fred Gallagher          | Toyota Celica TCT     | +5:18 pen        |
| 4.    | 33rd Marlboro Safari Rally (4. – 8. travnja)                      | 88 controls 5167.6 km Šljunak  | 2.               | Björn Waldegard  | Hans Thorszelius        | Toyota Celica TCT     | +5:52 pen        |
| 4.    | 33rd Marlboro Safari Rally (4. – 8. travnja)                      | 88 controls 5167.6 km Šljunak  | 3.               | Alain Ambrosino  | Daniel Le Saux          | Nissan 240RS          | +6:01 pen        |
|       |                                                                   |                                |                  |                  |                         |                       |                  |
| 5.    | 29eme Tour De Corse - Rallye de France (2. – 4. svibnja)          | 29 etapa 1078 km Asfalt        | 1.               | Jean Ragnotti    | Pierre Thimonier        | Renault 5 Maxi Turbo  | 12:54:15         |
| 5.    | 29eme Tour De Corse - Rallye de France (2. – 4. svibnja)          | 29 etapa 1078 km Asfalt        | 2.               | Bruno Saby       | Jean-François Fauchille | Peugeot 205 T16 E2    | 13:06:47         |
| 5.    | 29eme Tour De Corse - Rallye de France (2. – 4. svibnja)          | 29 etapa 1078 km Asfalt        | 3.               | Bernard Béguin   | Jean-Jacques Lenne      | Porsche 911 SC RS     | 13:20:04         |
|       |                                                                   |                                |                  |                  |                         |                       |                  |
| 6.    | 32nd Acropolis Rally (27. – 30. svibnja)                          | 47 etapa 807.8 km Šljunak      | 1.               | Timo Salonen     | Seppo Harjanne          | Peugeot 205 T16 E2    | 10:20:19         |
| 6.    | 32nd Acropolis Rally (27. – 30. svibnja)                          | 47 etapa 807.8 km Šljunak      | 2.               | Stig Blomqvist   | Björn Cederberg         | Audi Sport Quattro    | 10:24:34         |
| 6.    | 32nd Acropolis Rally (27. – 30. svibnja)                          | 47 etapa 807.8 km Šljunak      | 3.               | Ingvar Carlsson  | Per Carlsson            | Mazda RX-7            | 11:08:25         |
|       |                                                                   |                                |                  |                  |                         |                       |                  |
| 7.    | 15th AWA Clarion Rally of New Zealand (29. lipnja - 2. srpnja)    | 46 etapa 894 km Šljunak        | 1.               | Timo Salonen     | Seppo Harjanne          | Peugeot 205 T16 E2    | 8:29:16          |
| 7.    | 15th AWA Clarion Rally of New Zealand (29. lipnja - 2. srpnja)    | 46 etapa 894 km Šljunak        | 2.               | Ari Vatanen      | Terry Harryman          | Peugeot 205 T16 E2    | 8:30:33          |
| 7.    | 15th AWA Clarion Rally of New Zealand (29. lipnja - 2. srpnja)    | 46 etapa 894 km Šljunak        | 3.               | Walter Röhrl     | Christian Geistdörfer   | Audi Sport Quattro    | 8:31:42          |
|       |                                                                   |                                |                  |                  |                         |                       |                  |
| 8.    | 15o Marlboro Rally Argentina (31. srpnja - 3. kolovoza)           | 23 etapa 959 km Šljunak        | 1.               | Timo Salonen     | Seppo Harjanne          | Peugeot 205 T16 E2    | 10:04:33         |
| 8.    | 15o Marlboro Rally Argentina (31. srpnja - 3. kolovoza)           | 23 etapa 959 km Šljunak        | 2.               | Wilfred Wiedner  | Franz Zehetner          | Audi Quattro A2       | 10:18:29         |
| 8.    | 15o Marlboro Rally Argentina (31. srpnja - 3. kolovoza)           | 23 etapa 959 km Šljunak        | 3.               | Carlos Reutemann | Jean-François Fauchille | Peugeot 205 T16 E2    | 10:35:47         |
|       |                                                                   |                                |                  |                  |                         |                       |                  |
| 9.    | 35th 1000 Lakes Rally (23. – 25. kolovoza)                        | 50 etapa 479 km Šljunak        | 1.               | Timo Salonen     | Seppo Harjanne          | Peugeot 205 T16 E2    | 4:10:35          |
| 9.    | 35th 1000 Lakes Rally (23. – 25. kolovoza)                        | 50 etapa 479 km Šljunak        | 2.               | Stig Blomqvist   | Björn Cederberg         | Audi Sport Quattro S1 | 4:11:23          |
| 9.    | 35th 1000 Lakes Rally (23. – 25. kolovoza)                        | 50 etapa 479 km Šljunak        | 3.               | Markku Alén      | Ilkka Kivimäki          | Lancia 037            | 4:14:14          |
|       |                                                                   |                                |                  |                  |                         |                       |                  |
| 10.   | 27o Rallye Sanremo (29. rujna - 4. listopada)                     | 45 etapa 650 km Šljunak/Asfalt | 1.               | Walter Röhrl     | Christian Geistdörfer   | Audi Sport Quattro S1 | 7:10:10          |
| 10.   | 27o Rallye Sanremo (29. rujna - 4. listopada)                     | 45 etapa 650 km Šljunak/Asfalt | 2.               | Timo Salonen     | Seppo Harjanne          | Peugeot 205 T16 E2    | 7:16:39          |
| 10.   | 27o Rallye Sanremo (29. rujna - 4. listopada)                     | 45 etapa 650 km Šljunak/Asfalt | 3.               | Henri Toivonen   | Juha Piironen           | Lancia Rallye 037     | 7:18:02          |
|       |                                                                   |                                |                  |                  |                         |                       |                  |
| 11.   | 17eme Rallye Côte d'Ivoire (30. listopada - 3. studenoga)         | 63 controls 4187 km Šljunak    | 1.               | Juha Kankkunen   | Fred Gallagher          | Toyota Celica TCT     | +4:46 pen        |
| 11.   | 17eme Rallye Côte d'Ivoire (30. listopada - 3. studenoga)         | 63 controls 4187 km Šljunak    | 2.               | Björn Waldegard  | Hans Thorszelius        | Toyota Celica TCT     | +4:46 pen        |
| 11.   | 17eme Rallye Côte d'Ivoire (30. listopada - 3. studenoga)         | 63 controls 4187 km Šljunak    | 3.               | Alain Ambrosino  | Daniel Le Saux          | Nissan 240RS          | +6:19 pen        |
|       |                                                                   |                                |                  |                  |                         |                       |                  |
| 12.   | 34th Lombard RAC Rally (24. – 28. studenoga)                      | 63 etapa 880 km Šljunak/Asfalt | 1.               | Henri Toivonen   | Neil Wilson             | Lancia Delta S4       | 9:32.05          |
| 12.   | 34th Lombard RAC Rally (24. – 28. studenoga)                      | 63 etapa 880 km Šljunak/Asfalt | 2.               | Markku Alén      | Ilkka Kivimäki          | Lancia Delta S4       | 9:33.01          |
| 12.   | 34th Lombard RAC Rally (24. – 28. studenoga)                      | 63 etapa 880 km Šljunak/Asfalt | 3.               | Tony Pond        | Rob Arthur              | MG Metro 6R4          | 9:34.32          |